# Gesine Spieß
Gesine Spieß (* 10. Januar 1945 in Glöwen; † 4. Dezember 2016 in Düsseldorf) war eine deutsche Erziehungswissenschaftlerin, Geschlechterforscherin und Professorin an der Fachhochschule Erfurt für die Fachgebiete Kindheit, Jugend und Familie, Geschlechterverhältnisse/Gender Studies, und Sozialisation. Besondere Bekanntheit erwarb sie sich unter anderem auch als erste Frauenbeauftragte der nordrhein-westfälischen Landeshauptstadt Düsseldorf sowie als Expertin zum Thema „Frauen in Führungspositionen“ und zu Gleichstellungsspolitiken.

## Leben

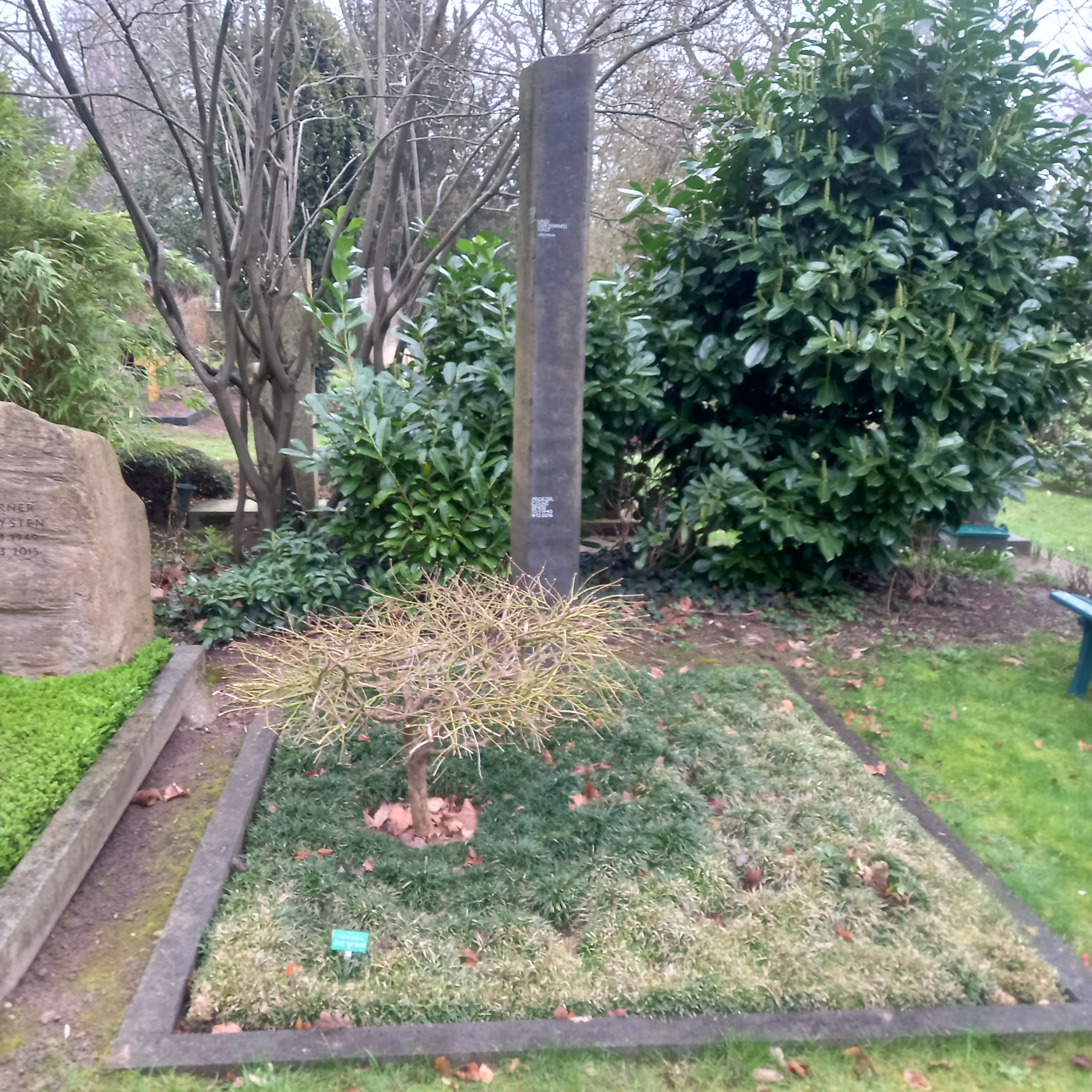
Das Grab von Gesine Spieß auf dem Nordfriedhof (Düsseldorf)

Gesine Spieß studierte Erziehungswissenschaften an der Universität Düsseldorf. Sie promovierte 1982 bei der Sprachwissenschaftlerin und Psychologin Gudula List. Gesine Spieß war mit dem Anwalt für Wirtschafts- und Arbeitsrecht Friedhelm Spieß verheiratet. Ihre Tochter ist die Juristin Katharina Spieß. Ihr Sohn ist der Anwalt und Solarkiosk-Gründer Andreas Spieß.

## Wirken
Gesine Spieß gehörte zu den Pionierinnen der kommunalen Gleichstellungspolitik in Deutschland. Ab 1986 wirkte sie zunächst als Frauenbeauftragte in Solingen. Während ihrer Zeit als erste Frauenbeauftragte der nordrhein-westfälischen Landeshauptstadt Düsseldorf baute sie das Frauenbüro zu einer personalstarken, öffentlich beachteten und politisch wirksamen Instanz auf (von 1988 bis 1994). Bereits 1989 wird der erste Frauenförderplan für Düsseldorf beschlossen. Von 1986 bis 1989 agierte sie zugleich als Bundessprecherin der Bundesarbeitsgemeinschaft der kommunalen Frauenbeauftragten. Ein weiterer Meilenstein ihres Wirkens als Frauenbeauftragte ist die Gründung der Frauenmesse „TOP“ in Zusammenarbeit mit der Messe Düsseldorf, auf der sich 1991 erstmals und anschließend im Zweijahresturnus bis 1999 unter großem Publikumsinteresse Vertretern von Unternehmen, Politik und Kultur zu beruflichen Gleichstellungsthemen präsentierten, diskutierten und vernetzten. Als Expertin für Gleichstellungspolitik erstellte Gesine Spieß im Jahr 2000 den Bericht über „Frauen in Führungspositionen“ für den Deutschen Städtetag. Von 2014 bis 2015 erforschte sie im Auftrag des nordrhein-westfälischen Ministeriums für Gesundheit, Emanzipation, Pflege und Alter (MGEPA) in einer Workshop-Reihe das Selbstverständnis von Frauenbeauftragten in vier Bundesländern und entwickelte daraus Konzepte für eine verstetigte Professionalisierung und Fortbildung. Die Publikation wurde den Mitgliedern des nordrhein-westfälischen Landtages vom Ministerium empfohlen.
Von 1994 bis 2010 lehrte sie an der Fachhochschule Erfurt. Ihr Forschungs- und Lehrgebiet umfasste Kindheit, Sozialisation und Geschlechterverhältnisse/Frauen- und Geschlechterforschung. Sie wirkte zudem am Aufbau und an der Austausch-Praxis der Hochschulpartnerschaft zwischen der FH Erfurt und der Universität Jamia Millia Islamia in Neu-Delhi/Indien mit. Ab 1994 forschte und publizierte Spieß schwerpunktmäßig zu Frauen und Führung und erstellte vergleichende Studien zu Geschlechterpolitiken in DDR und Bundesrepublik sowie – nach der Wende – zu Geschlechterthemen und gendersensibler Didaktik in der Hochschullehre in Ost-Mitteleuropa. Ihre Untersuchungen und Veröffentlichungen  befassen sich unter anderem mit den Themen Sozialisation sowie Gender in Lehre und Didaktik. Spieß führte Gender-Trainings an Universitäten und Ministerien durch und entwickelte mit den Universitäten Graz und Wien Lehr-Konzepte zu Gender Studies.
Ihre Forschungsergebnisse und Praxis-Konzepte zu Geschlechterpolitik und Gender-Mainstreaming vermittelte Spieß durch umfangreiche Vortragstätigkeit in Deutschland und im Ausland.
Spieß synthetisiert in ihrer Genderforschung symbolischen Interaktionismus, dekonstruktive und konstruktivistische Ansätze, mit Rekursen auf Geschlechtergeschichte.

## Schriften (Auswahl)
- Rollenspieleinsatz in der Grundschule: eine Untersuchung über die Funktion des lauten Selbstdialogs in Handlungssituationen mit und ohne Partner, Lang, Frankfurt am Main 1982, ISBN 978-3-8204-5831-2 und 3-8204-5831-X.
- Frauen in Führungspositionen – Eine Neupositionierung der Geschlechter zwischen Anpassung und Widerstand, Deutscher Städtetag, DST Beiträge zur Frauenpolitik, Reihe L, Heft 5, Köln, Berlin 2000, ISBN 978-3-88082-203-0 und 3-88082-203-4.
- Vater Staat und seine ungleichen Töchter, in: Aus Politik und Zeitgeschichte. Beilage zur Wochenzeitung Das Parlament, B. 41–42/98, 2. Oktober 1998, S. 43–46, ISSN 0479-611X.
- Gender in Lehre und Didaktik an Universitäten – und die Frage nach einer genderkompetenten Lehre, in: Buchmayr, Maria (Hg.) Geschlecht lernen – gendersensible Didaktik und Pädagogik, Reihe Studien zur Frauen- und Geschlechtergeschichte, Band 6, Studienverlag, Innsbruck, Wien, Bozen 2007, S. 33–49, ISBN 978-3-7065-4447-4.
- Zur Situation von kommunalen Gleichstellungsbeauftragten im Spiegel einer Workshop-Reihe. Ein Bericht von Gesine Spieß, Hg. Ministerium für Gesundheit, Emanzipation, Pflege und Alter des Landes Nordrhein-Westfalen, Erscheinungsnummer 206, 11. Juli 2016, 42 S.
- als Herausgeberin mit Cillie Rentmeister: Gender in Lehre und Didaktik. Gender in Teaching and Didactics. Eine europäische Konferenz in Erfurt. A European Conference in Erfurt, Frankfurt am Main. Berlin. Bern. Brüssel. New York. Oxford. Wien, 2003, ISBN 3-631-50153-6, ISBN 978-3-631-50153-5.